# Tennevoll
Tennevoll este o localitate din comuna Lavangen, provincia Troms, Norvegia, cu o suprafață de 0,39 km² și o populație de 242 locuitori (2013).